# 陳恩碩
陳恩碩（英語：Tom Chan Yan Shek，1998年—），Tom Tom 香港舞台劇導演、演員、製作人、編劇、作曲及填詞人。

## 生平
4歲起參與公開舞台劇演出，演出場次近百場，曾與多個香港專業劇團合作。2013年，以15歲之齡執導《油脂》粵語版成為香港最年輕的公開演出導演。後赴英國留學，22歲修畢倫敦大學皇家哈洛威學院戲劇碩士及巴斯泉大學音樂碩士。他創辦了劇團爆炸戲棚並自任藝術總監。

## 演出作品

### 香港話劇團
- 舞台劇《遍地芳菲》 飾 福仔
- 音樂劇《Scrooge》 飾 少年Scrooge
- 舞台劇《我愛阿愛》 飾 浩俊

### 風車草劇團
- 舞台劇《小心！枕頭人》 飾 所有小孩角色

### 爆炸戲棚
- 獨腳戲《慌失失小王子》 飾 小王子
- 獨腳戲《慌失失小王子》(重演) 飾 小王子
- 音樂劇《血染謎情》飾 阿強
- 音樂劇《Singin' in the Rain》 飾 丫鬟(錄像客串)

### 香港兒童音樂劇團
- 音樂劇《小王子》 飾 小王子[2]
- 音樂劇《小王子》(金裝精英版) 飾 小王子
- 音樂劇《天使盼盼》 飾 天使盼盼
- 音樂劇《花木蘭》 飾 木須

### 法國藝術節
- 舞台劇《Isaeau》
- 一條褲製作《愛在加州溫疫時》

### 其他
- 音樂劇《月亮公主》
- 音樂劇《童話王子2005》
- 音樂劇《阿拉丁》
- 音樂劇《仙履奇緣》
- 音樂劇《花木蘭》
- 音樂劇《月亮公主2010》
- 音樂劇《向左向右遇見愛》
- 法國藝術節電影《An Exhibition with Loris Greaud and Arnaud Michniak》
- 環保署《膠袋稅一週年宣傳片》
- TVB《兒童節天才大滙演》

## 導演作品
- 音樂劇《油脂》(兼任翻譯、改編及填詞)
- 音樂劇《Singin' in the Rain》(兼任翻譯、改編及填詞)[3]
- 音樂劇《血染謎情》(兼任作曲、填詞、導演及主演)[1][3]
- 獨腳戲《慌失失小王子》(兼任監製、設計及主演)[1]
- 音樂劇《我和青天有個秘密》試演(兼任編劇、作曲、填詞及監製)[1]
- 音樂劇《迪士尼愛麗絲夢遊仙境》(助理導演)
- 音樂劇《我和青天有個秘密》(兼任編劇、作曲、填詞及監製)S
- 音樂劇《我們的青春日誌》試演(兼任編劇、作曲、填詞及監製)[1]
- 林子祥《LaMusical 演唱會2019》[3]
- 林子祥《LaMusical 演唱會2019》佛山/廣州/澳門站巡演
- 音樂劇《我們的青春日誌》(兼任編劇、作曲、填詞及監製)
- 音樂劇《小男人周記》(兼任編劇、作曲、填詞及監製)

## 其他作品
- 音樂劇《睡公主與月亮王國之謎》（編劇）
- 音樂劇《Romeo & Juliet 2.0》（聯合填詞）
- Smiling in the Rain（填詞、主唱）
- 夢高翔（填詞、合唱）
- 大象的告別式（監製）[4]
- 三·八（監製）

## 唱片
- 《Similing in the Rain》(陳恩碩/麥貝夷/徐偉賢/馮夏賢，「新城勁爆勵志‧兒歌榜」亞軍歌曲)
- 《天使盼盼音樂劇原聲大碟》(陳恩碩/徐偉賢)
- 《小王子音樂劇原聲大碟》(陳恩碩/魯文𠎀)